# Missió-kápolna (Esztergom)
Az esztergomi római katolikus Missió-kápolna, vagy más néven régi Jó-Pásztor-kápolna a belvárosi temető ravatalozó kápolnája. A Petőfi Sándor utca és a Temető utca sarkán lévő bejáratánál álló műemlék. Területileg a belvárosi plébániához tartozik.

## Története
A kápolnát 1734-ben barokk stílusban építette Mayer (Májer) Krisztián kőművesmester. 1735 novemberében 40 forintot kapott a kőművesmunkáért. A szabad királyi város jegyzőkönyvei szerint az 1734-es, 35-ös években illetlen szavak használatáért kiszabott pénzbeli büntetések egy részét a kápolna felépítésére fordították. 1738-ban sokan panaszkodtak a városi tanácsnál, hogy a plébános sok pénzt kér az ide való temetkezésért, ezért úgy határoznak, hogy legfeljebb egy forintot lehet kérni temetésért, de ha valaki valamit a kápolnára hagy, akkor ingyen temetik el. Azután kezdték ravatalozó kápolnaként használni, hogy az új Jó Pásztor-kápolna felépült 1900-ban.

## Leírása

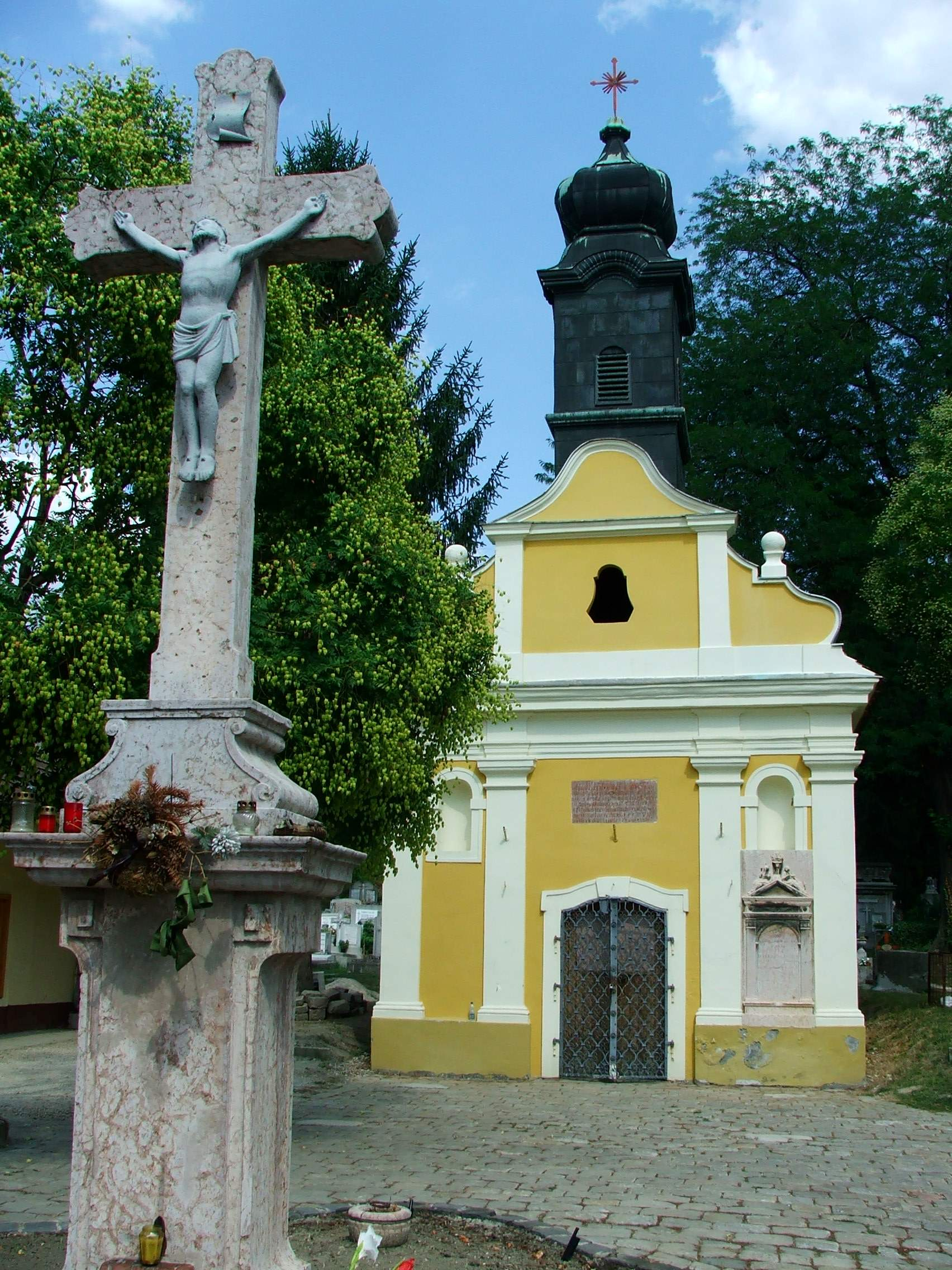
A kápolna és a felirat nélküli márványkereszt

A bejáratnál szabadon álló egyhajós kápolna, amihez egy szemgmentíves záródású melléképület tartozik. Oromzata törtvonalú. A lezárt főhomlokzathoz csatlakozik a fából készült, zsalus, négy ablakos huszártorony. A torony sisakja hagymasisakos. A főhomlokzaton, a bejárat két oldalán félköríves, üres szoborfülkék vannak, amiket két-két lizénia fog közre. A bejárattól jobbra, a szoborfülke alatt Argauer Mátyás klasszicizáló stílusú latin feliratos sírfelirata áll. A díszes kovácsoltvas ráccsal védett bejárat fölött az építésről és annak évéről emlékezik meg egy latin nyelvű tábla. A boltozat stukkódíszítéses. A hajó és a félkörívben záródó szentély is fiókos dongával fedett. Az oldalfalakat és a szentélyt is lizénák tagolják, közöttük keretezett, ráccsal fedett ökörszem ablakok nyílnak. Kápolna szentélyén ugyanilyen vakablakok vannak.
- A kápolna közelében két barokk kereszt áll. Az egyik 18. századi, felirat nélküli. Márványból készült, rajta egy öntöttvas corpus.
- A másik a temető legszebb keresztje, amit Strázsa-hegyi kőből faragtak. Ez egyben Kitzenberg Sebestyén (Sebastian Kitzper) esztergomi kőfaragó mester nyughelye is. A talapzat felirata szerint a mester halála után négy évvel, 1763-ban állíttatta felesége, Anna Krisztina. A párkánnyal tagolt kereszt lábánál Mária szobra áll, alatta egy halálfej. Ez a kereszt műemlék.
- A kápolna mellett egy háromalakos, fél életnagyságú, barokk szoborcsoport áll.

## Külső hivatkozások
- A ravatalozó kápolna a templom.hu-n

Koordináták: é. sz. 47° 47′ 18″, k. h. 18° 44′ 46″47.788389°N 18.746139°E